# زبوشینک
زبوشینک (به لاتین: Zbąszynek) یک شهر و گمینا در لهستان است که در گمینا زبانشنک واقع شده‌است. زبوشینک ۲٫۷۶ کیلومتر مربع مساحت و ۵٬۰۸۷ نفر جمعیت دارد.

## خواهرخوانده
شهر پایتس خواهرخواندهٔ زبوشینک هست.